# The Second-Richest Duck
The Second-Richest Duck  is een stripverhaal van Carl Barks uit 1956, met Dagobert Duck en zijn familie in de hoofdrol. Het is het eerste verhaal waarin Govert Goudglans een rol heeft. In het Nederlands is het vertaald als De kluwen van hebzucht.
In het Nederlands is het verhaal onder andere verschenen in album nr. 90 van De beste verhalen van Donald Duck

## Verhaal
Op een dag leest Dagobert in de krant een bericht over een magnaat in Transvaal, die dankzij zijn exploitatie van de mijnen de nieuwe rijkste eend ter wereld zou zijn. Ontzet omdat hij van de troon lijkt gestoten, besluit Dagobert samen met Donald Duck en Kwik, Kwek en Kwak af te reizen naar Zuid-Afrika om met deze man persoonlijk kennis te maken. Aan boord van het schip waarop ze reizen komen ze een vreemde eend tegen, bij wie Dagobert per ongeluk wat van een kluwen garen – een van de dingen die hij graag verzamelt als onderdeel van zijn vermogen – afneemt.
De eend in Transvaal blijkt Govert Goudglans te zijn, het is dezelfde die ze al op het schip tegenkwamen. Goudglans' geldpakhuis lijkt erg op dat van Dagobert, inclusief een kanon voor ongewenste bezoekers. Nadat Dagobert en Goudglans al hun bezittingen hebben opgesomd, lijkt het erop dat ze exact even rijk zijn. Om het pleit toch te beslechten besluiten ze na te gaan wie van hen de meeste kluwen garen verzameld heeft. Om hierachter te komen wikkelen ze elk hun kluwen volledig af, dwars door het Zuid-Afrikaanse landschap. Tijdens deze tocht komen ze in enkele gevaarlijke, soms levensbedreigende situaties terecht. Omdat Goudglans het gebied beter kent dan Dagobert, verzint hij enkele gemene trucjes om Dagobert snel een hoop van zijn garen te laten verliezen. Goudglans raakt zelf echter ook bijna al zijn garen kwijt, als zijn kluwen op de hoorn van een neushoorn blijft vastzitten waarna een vogel erin verstrikt en bijna alles afwikkelt.
Uiteindelijk blijken de helemaal uitgerolde draden van Dagobert en Goudglans precies even lang. Dagobert wint echter alsnog dankzij een klein stukje draad in zijn broekzak, waaraan zijn geluksdubbeltje – dat hij altijd bij zich draagt – vastzit.